# زنده‌باد نفرت
زنده باد نفرت (به انگلیسی: Viva Hate) اولین آلبوم انفرادی موریسی پس از به‌هم‌خوردن گروه اسمیتز است که در ۱۴ مارچ ۱۹۸۸ توسط اچ‌ام‌وی رکوردز منتشر شد؛ درست ۶ ماه بعد از انتشار آخرین آلبوم اسمیتز، استرنج‌ویز، ما داریم می‌آییم. استفان استریت که یک‌بار در نقش تهیه‌کننده و بار دیگر در نقش تنظیم‌کنندهٔ دو آلبوم آخر اسمیتز خوش درخشیده بود، توسط موریسی برای ادامهٔ همکاری با وی در اولین آلبوم انفرادی خود استخدام شد. که او هم از وینی رایلی گیتاریست گروه ستون دروتی درخواست همکاری کرد تا تیم‌شان تکمیل شود و بتوانند با کمک همدیگر موسیقی‌ئی درخور رقابت با موزیسین قهاری چون جانی مار برای موریسی خلق کنند تا او ترانه‌ها و وکال‌هایش را (به رسم کارهای اسمیتز) به دیوار آن موسیقی بیاویزد.
زنده باد نفرت ابتدا قرار بود یادگیری وارونه نامیده شود، که حتی برخی نسخه‌های آلبوم در استرالیا و نیوزلند هم به همین نام به بازار موسیقی عرضه شدند.

## فهرست ترانه‌ها
متن همهٔ ترانه‌ها توسط موریسی نوشته شده‌است.
| شماره      | نام                             | عنوان اصلی                       | مدت   |
| ---------- | ------------------------------- | -------------------------------- | ----- |
| ۱.         | «پسرعموی آلزاسی»                | Alsatian Cousin                  | ۰۳:۱۳ |
| ۲.         | «مرد جوون، حالا چی؟»            | Little Man, What Now             | ۰۱:۴۸ |
| ۳.         | «هر روز مثل یکشنبه‌هاست»         | Everyday Is Like Sunday          | ۰۳:۳۲ |
| ۴.         | «بنگالی در برنامهٔ کاری»         | Bengali in Platforms             | ۰۳:۵۵ |
| ۵.         | «ای فرشته، با هم پایین می‌ریم»   | Angel, Angel Down We Go Together | ۰۱:۴۰ |
| ۶.         | «دیروقت شب، خیابان مادلین»      | Late Night, Maudlin Street       | ۰۷:۴۰ |
| ۷.         | «کله‌چرمی»                       | Suedehead                        | ۰۳:۵۶ |
| ۸.         | «خونواده رو به‌هم بزن»           | Break Up the Family              | ۰۳:۵۵ |
| ۹.         | «پسرهای معمولی»                 | The Ordinary Boys                | ۰۳:۱۰ |
| ۱۰.        | «برام مهم نیست اگه فراموشم کنی» | I Don't Mind If You Forget Me    | ۰۳:۱۷ |
| ۱۱.        | «کلیشهٔ تلفنی»                   | Dial-a-Cliché                    | ۰۲:۲۸ |
| ۱۲.        | «مارگرت زیر گیوتین»             | Margaret on the Guillotine       | ۰۳:۴۲ |
| مجموع مدت: | مجموع مدت:                      | مجموع مدت:                       | ۴۲:۱۶ |